# Homem novo
Novos Homens (em latim: homo novus; plural: homines novi ou novi homines) era o termo usado na Roma Antiga para designar os homens que eram os primeiros da sua linhagem familiar a servir no senado romano ou, mais explicitamente, a ser eleitos como cônsules. Quando um homem entrava na vida pública para o desempenho de uma alta oficina mediante uma ascensão sem precedentes o termo usado "novo cidadão" (novus civis).

## História
De acordo à tradição, tanto o senado como o consulado ficavam restritos aos patrícios. Quando os plebeus obtiveram o direito a aceder a estes postos durante o Conflito das Ordens, passaram a ser denominados homens novos. Com o passar do tempo, os homens novos tornaram-se mais raros, pois algumas famílias plebeias se entrincheiraram no senado como os seus colegas patrícios. Já à época da Primeira Guerra Púnica causou sensação que dois homens novos fossem eleitos em anos consecutivos (Caio Fundânio Fúndulo em 243 a.C. e Caio Lutácio Cátulo em 242 a.C.). Em 63 a.C., Cícero foi o primeiro homem novo em mais de trinta anos.
No final do período republicano a distinção entre classes tornou-se menos importante. Os cônsules provinham de uma nova elite, os nobres (nobilis), uma aristocracia formada por todos os que podiam demonstrar ser descendentes diretos por via paterna de um cônsul. Dado que tais famílias podiam ser patrícias ou plebeias, a distinção entre ambos tendeu a reduzir-se no final da República.

## Lista de homens novos
- Lúcio Volúmnio Flama Violente (eleito em 307 e 296 a.C.)
- Mânio Cúrio Dentato (eleito em 290, 275 e 274 a.C.) ?
- Caio Fabrício Luscino (eleito em 282 e 278 a.C.) ?
- Caio Genúcio Clepsina (eleito em 276 e 270 a.C.)
- Lúcio Mamílio Vítulo (eleito em 265 a.C.)
- Mânio Otacílio Crasso (eleito em 263 e 246 a.C.)
- Caio Duílio (eleito em 260 a.C.)
- Caio Fundânio Fúndulo (eleito em 243 a.C.)
- Caio Lutácio Cátulo (eleito em 242 a.C.)
- Caio Flamínio Nepos (eleito em 223 e 217 a.C.)
- Catão, o Velho (eleito em 195 a.C.)
- Quinto Opímio (eleito em 195 a.C.)
- Marco Bébio Tânfilo (eleito em 181 a.C.)
- Cneu Otávio (eleito em 165 a.C.)
- Lúcio Anício Galo (eleito em 160 a.C.)
- Lúcio Licínio Lúculo (eleito em 151 a.C.)
- Lúcio Múmio Acaico (eleito em 146 a.C.), o primeiro a receber um agnome em referência ao povo conquistado por ele.
- Cneu Málio Máximo (eleito em 105 a.C.)
- Caio Mário (eleito em 107, 104-100, 86 a.C.)
- Caio Célio Caldo (eleito em 94 a.C.)
- Marco Herênio (eleito em 93 a.C.)
- Caio Norbano Balbo (eleito em 83 a.C.)
- Marco Túlio Cícero (eleito em 63 a.C.)
- Quinto Fúfio Caleno (eleito em 47 a.C.)
- Públio Vatínio (eleito em 47 a.C.)
- Trebônio (eleito em 45 a.C.)
- Caio Canínio Rébilo (eleito em 45 a.C.)
- Caio Víbio Pansa Cetroniano (nomeado em 43 a.C.)
- Aulo Hírcio (nomeado em 43 a.C.)
- Quinto Pédio (nomeado em 43 a.C.)
- Caio Carrinas (nomeado em 43 a.C.)
- Lúcio Munácio Planco (nomeado em 42 a.C.)
- Caio Asínio Polião (nomeado em 40 a.C.)
- Caio Calvísio Sabino (nomeado em 39 a.C.), o primeiro nascido fora da península Itálica.
- Públio Alfeno Varo (nomeado em 39 a.C.)
- Caio Coceio Balbo (nomeado em 39 a.C.)
- Tito Estacílio Tauro (nomeado em 37 a.C.)
- Lúcio Nônio Asprenas (nomeado em 36 a.C.)
- Caio Fonteio Capitão (nomeado em 33 a.C.)
- Lúcio Vinício (nomeado em 33 a.C.)
- Quinto Larônio (nomeado em 33 a.C.)
- Lúcio Arrúncio (nomeado em 22 a.C.)
- Marco Lólio (nomeado em 21 a.C.)
- Públio Sílio Nerva (nomeado em 20 a.C.)
- Caio Sêncio Saturnino (nomeado em 19 a.C.)
- Lúcio Tário Rufo (nomeado em 16 a.C.)
- Lúcio Volúsio Saturnino (nomeado em 12 a.C.)
- Caio Válgio Rufo (nomeado em 12 a.C.)
- Quinto Hatério (nomeado em 5 a.C.)
- Lúcio Passieno Rufo (nomeado em 4 a.C.)
- Caio Ateio Capitão (nomeado em 5)
- Caio Pompônio Grecino (nomeado em 16)
- Lúcio Livineio Régulo (nomeado em 18)
- Caio Rubélio Blando (nomeado em 18)
- Caio Estercínio Máximo (nomeado em 23)
- Flávio Salústio (nomeado em 363)